# جان‌سخت (فیلم ۱۹۷۸)
جان‌سخت (ایتالیایی: Duri a morire) یک فیلم اکشن ایتالیایی به کارگردانی جو داماتو است که در سال ۱۹۷۸ منتشر شد.

## گزیدهٔ بازیگران
- لوک مرندا
- دانلد اوبراین
- پی‌یرو ویدا
- ایزارکو راوائیولی
- آلساندرو هابر